# Bahía Packsaddle
Bahía Packsaddle está situada en la península Hardy en la costa este de isla Hoste en la región austral de Chile.
Administrativamente pertenece a la comuna de Cabo de Hornos en la provincia Antártica Chilena, en la Región de Magallanes y la Antártica Chilena.
Desde hace aproximadamente 6000 años sus costas fueron habitadas por el pueblo yagán o yámana. A comienzos del siglo XXI este pueblo había sido prácticamente extinguido por la acción del hombre blanco.

## Historia
Sus costas fueron recorridas por los yámanas desde hace más de 6000 años hasta mediados del siglo XX. A comienzos del siglo XXI este pueblo había sido prácticamente extinguido por la acción del hombre blanco.
A fines del siglo XVIII, a partir del año 1788 comenzaron a llegar a la zona los balleneros, los loberos y cazadores de focas ingleses y estadounidenses y finalmente los chilotes.
Las siguientes expediciones efectuaron trabajos hidrográficos en el sector de bahía Packsaddle:
- 1624 - Jacob l'Hermite, almirante y Hugo Shapenham, vicealmirante, estuvieron un mes con once naves holandesas.
- 1769 - Teniente James Cook con el HMB Endeavour desde bahía Buen Suceso. Tránsito de Venus. Expedición inglesa.
- 1789 - Alejandro Malaspina con la Descubierta y la Atrevida. Expedición española.
- 1830 - Robert Fitz Roy en el primer viaje del HMS Beagle. Expedición inglesa. .
- 1833 - Robert Fitz Roy en el segundo viaje del HMS Beagle. Expedición inglesa.
- 1882 - Louis-Ferdinand Martial con La Romanche. Expedición francesa.[4]

## Ubicación
Está ubicada en la costa NE de la península Hardy de la isla Hoste a 6,5 nmi al oriente de la bahía Allen Gardiner, entre la costa de la península Hardy, la isla Packsaddle y los islotes del grupo Guffern. La isla Packsaddle tiene la forma de una silla de montar y es la que le da el nombre a la bahía.
El grupo Guffern la protege de los vientos del este. La parte SW de la bahía es baja y encierra una bahía bastante extensa de nombre Scotchwell útil solo para embarcaciones menores. Packsaddle es de fácil acceso y se puede fondear en 14 a 23 metros.

## Catacterísticas geográficas
Su clima es marítimo con temperaturas parejas durante todo el año. El viento predominante es del oeste. El mal tiempo es permanente. 
Su costa está rodeada de montañas nevadas cuyas faldas están cubiertas de bosques de coigues y roble regional. En su ribera se presenta la tundra magallánica y los arbustales magallánicos.
Se ven albatros, gaviotas australes, patos a vapor lobos marinos. En el sector pesquero destaca la existencia de la centolla y el centollón.